# Frída Bachletová
Frída Bachletová (17. března 1901 Ružomberok, Rakousko-Uhersko – 28. prosince 1969 Bratislava, Československo) patří mezi první slovenské profesionální herečky.

## Životopis
Frída Bachletová se narodila jako Frída Hluchá v Ružomberku do rodiny Amálie Hluché rozené Goldmanové a Jána Hluchého. Po dokončení měšťanské školy, se stala dělnicí v ružomberských papírnách. Aktivně se věnovala ochotnickému divadlu v Dělnické tělocvičné jednotě. Profesionálně hrála ve Východoslovenském národním divadle v Košicích (1928–1930), poté ve Středoslovenském divadle v Banské Bystrici (1930–1933, 1934–1935). Působila také na českých divadelních scénách. Hrála v Jiráskově divadle v Praze (1933–1934), v kočovné Rodenově společnosti Komorního divadla z Jižních Čech (1935–1936), v Severočeském divadle v Liberci (1936–1937).
Během své herecké kariéry působila na Slovensku v Nitře (1939–1945, Slovenské lidové divadlo), v Prešově (1945–1947, Slovenské divadlo), v Martině (1947–1951, Slovenské komorní divadlo) a od roku 1951 do roku 1963 ve Slovenském národním divadle (SND) v Bratislavě.
Zpočátku hrála menší epizodní role i zpěvoherní a operetní postavy. Po příchodu do SND v Bratislavě, v rolích babiček, stařenek, tetiček, služek apod. se stala uznávanou herečkou. Hrála postavy hrdých žen, tragických osob ale i komediální role. Výrazně uplatňovala hlasový a mimický projev. Charakterní herečka Frída Bachletová vynikala realistickým herectvím, dovedla použít laskavý humor a sebeironii.
Hrála ve slovenských filmech: „Katka“ (1949), „Mladé srdcia“ (1952), „Lazy sa pohly“ (1952), „Pole neorané“ (1953), „Drevená dedina“ (1954), „Žena z vrchov“ (1955), „Velká samota“ (1959), „Ivanov“ (1963) atd.
Pracovala pro slovenský rozhlas („Ženský zákon“, „Demokraté“, „Vojcek“, „A bylo světlo“, „Za ptákem štěstí“...) a také v dabingu.
V českém filmu se objevila ve vesnických dramatech (režie Ladislav Helge) „Velká samota“ (1959) a „Bílá oblaka“ (1962), v televizních filmech: „Dvanásť mesiačikov“ (1962), „Smrť sa volá Engelchen“ (1963), „Na brehu priezračnej rieky“ (1966), nebo „Pasca“ (1967).
Byla členkou poroty Ústředí slovenských ochotnických divadel (ÚSOD). Za výkon ve hře „Kubo“ získala 1. cenu „Divadelní žatvy“ (celostátní přehlídka divadelních souborů) v roce 1949 a v roce 1955 titul „Zasloužilá umělkyně“.